# ويفرلي هول (جورجيا)
ويفرلي هول (بالإنجليزية: Waverly Hall, Georgia)‏ هي بلدة تقع في مقاطعة هاريس، جورجيا بولاية جورجيا في الولايات المتحدة. تبلغ مساحتها 8.8 (كم²)، وترتفع عن سطح البحر 226 م، بلغ عدد سكانها 709 نسمة في عام 2000 حسب إحصاء مكتب تعداد الولايات المتحدة وتصل الكثافة السكانية فيها 80.6 نسمة/كم2.

## وصلات خارجية
- The US50 - Cities and Towns in Georgia State
- Georgia Cities and Towns, Facts, Map, Flag, Colleges, Government, and More